# WISE-FTP
WISE-FTP ist ein grafisches Clientprogramm für Windows zum Zugriff auf einen FTP-Server. Es wird von der in Darmstadt beheimateten AceBIT GmbH entwickelt.
WISE-FTP ist im deutschsprachigen Raum ein verbreiteter FTP-Client, der unter anderem von den beiden größten deutschen Internet-Providern 1&1 (seit 1999) und Deutsche Telekom (seit 2004)  als Bestandteil der Webhosting-Pakete ausgeliefert wird.
WISE-FTP kann mehrere gleichzeitige Server-Verbindungen verwalten. Außerdem können Verbindungen über SSL, TLS und SSH vor unautorisiertem Zugriff geschützt werden.
Die Oberfläche von WISE-FTP ist in deutscher, englischer, spanischer, französischer und arabischer Sprache verfügbar und kann im Programm ohne Neuinstallation umgeschaltet werden.